# Unibail-Rodamco-Westfield
Unibail-Rodamco-Westfield (anterior Unibail-Rodamco SE) este o companie imobiliară comercială franceză cu sediul în Paris, Franța. Istoria sa își are originea odată cu formarea a doi operatori de centre comerciale separate, Unibail (fondată în Franța în 1968) și Rodamco Europe (fondată în Țările de Jos în 1999), care au fuzionat în 2007 și au devenit societas Europaea în 2009. Compania a achiziționat magazinele din Australia. operator de centru Westfield Corporation în iunie 2018.
Din 2018, Unibail-Rodamco-Westfield este cea mai mare companie imobiliară comercială din Europa și este o componentă a indicelui bursier Euro Stoxx 50, precum și a CAC40 francez. Portofoliul său constă din proprietăți comerciale, clădiri de birouri și centre de convenții din Europa și America de Nord. Multe dintre centrele sale comerciale folosesc marca Westfield lansată de Westfield Group în 1960 și împărtășită cu Scentre Group pentru proprietăți din Australia și Noua Zeelandă din 2014. Proprietățile comerciale deținute de Unibail-Rodamco înainte de fuziune poartă numele Westfield. În iulie 2022, grupul deținea 87 de centre comerciale.